# ميشيل فارار بل

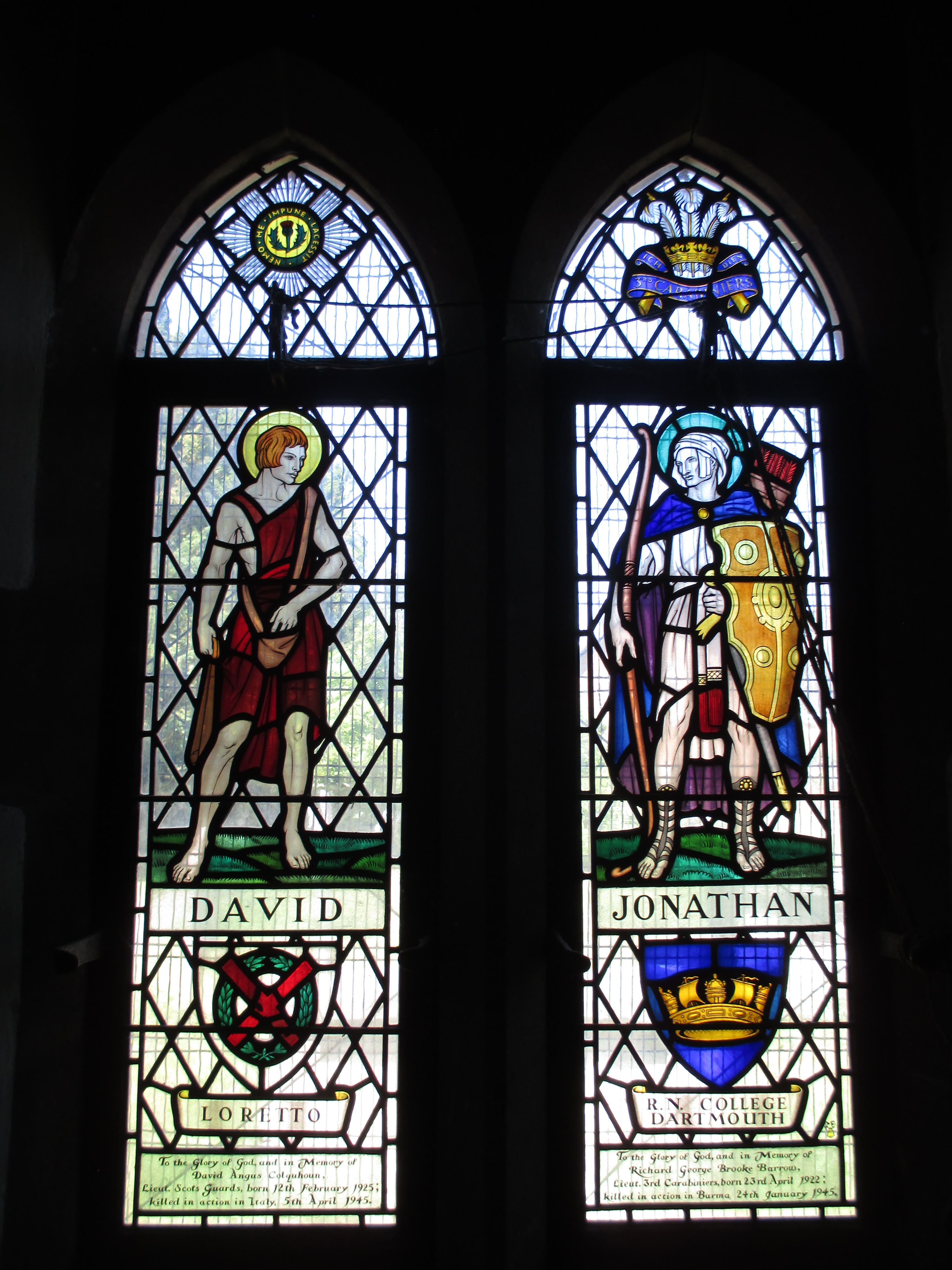
نافذة من الزجاج الملون من تصميم فارار بل في كنيسة سانت ماري، فيتلوورث، غرب ساسكس.

ميشيل تشارلز فارار بل هو فنان زجاج معشق ومصمم طوابع بريدية بريطاني. ولد في سنة 1911 ونوفي في سنة 1993.
تضمنت تصاميم بل للطوابع البريدية طابعًا بقيمة 1 شلن/6 بنسات لإصدار عام 1953 لتتويج الملكة إليزابيث الثانية، والإطار المحيط بصورة الملكة على طابعين من سلسلة وايلدينج، وطابعًا بقيمة 3 بنسات لإصدار عام 1965 التذكاري لجيش الخلاص.
كان بل فنانًا بارعًا، ويُظهره فيلمٌ بريطانيٌّ من إنتاج باثي نيوز عام 1956 وهو يرسم لافتات الحانات.
كما صمم مجموعة من أربعة طوابع من الإمارات المتصالحة تحمل صور مركب شراعي، وقد طبعت في دار دو لا رو.